# Thomas Pearson (homme politique britanno-colombien)
Pour les articles homonymes, voir Thomas Pearson et Pearson.
Thomas Pearson (5 mars 1859-25 juillet 1939) est un homme politique canadien de la Colombie-Britannique. Il est député provincial conservateur de Richmond de 1920 à 1924.

## Biographie
Né à Rawdon dans Lanaudière au Québec, Pearson sert comme conseiller municipal de Point Grey de 1916 à 1919 et comme préfet en 1920,.
Pearson meurt à son domicile de Rawdon en juillet 1939 à l'âge de 80 ans.